# 卡洛 (两西西里)
卡洛·玛利亚·贝尔纳多·真纳罗（Carlo Maria Bernardo Gennaro，1963年2月24日—），出生时取名夏尔·马里·贝纳德·真纳罗（Charles Marie Bernard Gennaro），两西西里王子，2008年起为卡斯特罗公爵、波旁-两西西里王室家族族长。

## 生平
夏尔·马里·贝纳德·真纳罗是卡斯特罗公爵、波旁-两西西里王室家族族长费迪南多·玛利亚与妻子尚塔尔·德·舍弗隆-维耶特的儿子，1963年2月24日生于法国瓦尔省圣拉斐尔。卡洛·玛丽亚·贝尔纳多·真纳罗是他全名的意大利文拼法。
1966年，夏尔的祖父卡斯特罗公爵、波旁-两西西里王室家族族长兰尼埃里将他的所有头衔让给长子费迪南多·玛利亚。夏尔作为其父的继承人，得到了卡拉布里亚公爵的称号。
夏尔先后在土伦、尼斯、巴黎完成了学业，并在曼哈頓一家公关公司工作过三年。他精通英语、法语和意大利语。
2008年3月20日，费迪南多·玛利亚去世。夏尔继位成为卡斯特罗公爵、波旁-两西西里王室家族族长。若两西西里王国继续存在，他将成为两西西里国王卡洛一世。然而他的继承权遭到他的堂兄西班牙王子卡洛斯·玛利亚·德·波旁-两西西里和西班牙王室的争议。由于卡洛斯·玛利亚的祖父卡洛斯·坦克雷多是兰尼埃里的次兄，但是卡洛斯·坦克雷多已于1900年放弃自己及后裔对两西西里王位的要求，成为西班牙王子。大部分欧洲王室和大部分波旁-两西西里家族成员认可卡洛为波旁-两西西里王室家族族长。
卡洛还是圣乔治康斯坦丁骑士团、圣斐迪南骑士团、圣真纳罗骑士团和弗朗切斯科一世王家骑士团的大团长。

## 婚姻与子女
卡洛于1998年10月31日在摩纳哥与意大利人卡米拉·克罗齐亚尼（Camilla Crociani，1971年4月5日生）结婚。卡米拉·克罗齐亚尼是卡米洛·克罗齐亚尼和夫人艾迪·维塞尔的女儿。卡洛与卡米拉有两个女儿：
- 长女玛丽亚·卡罗琳娜·尚塔尔·爱德华妲·贝娅特丽丝·真纳拉（Maria Carolina Chantal Edoarda Beatrice Gennara，2003年6月23日—），巴勒莫女公爵；
- 次女玛丽亚·奇亚拉·阿玛莉娅·卡洛拉·路易萨·卡门（Maria Chiara Amalia Carola Louisa Carmen，2005年1月1日—），卡普里女公爵。

## 祖辈
卡洛的三代祖辈详见下表：
| 两西西里王子、卡斯特罗公爵卡洛 | 父亲： 两西西里王子、卡斯特罗公爵费迪南多·玛利亚 | 祖父： 两西西里王子、卡斯特罗公爵兰尼埃里  | 祖父之父： 两西西里王子、卡塞塔伯爵阿方索 |
| 两西西里王子、卡斯特罗公爵卡洛 | 父亲： 两西西里王子、卡斯特罗公爵费迪南多·玛利亚 | 祖父： 两西西里王子、卡斯特罗公爵兰尼埃里  | 祖父之母： 两西西里公主安东妮艾塔         |
| 两西西里王子、卡斯特罗公爵卡洛 | 父亲： 两西西里王子、卡斯特罗公爵费迪南多·玛利亚 | 祖母： 卡罗琳娜·扎莫伊斯卡女伯爵           | 祖母之父： 安德烈·扎莫伊斯基伯爵          |
| 两西西里王子、卡斯特罗公爵卡洛 | 父亲： 两西西里王子、卡斯特罗公爵费迪南多·玛利亚 | 祖母： 卡罗琳娜·扎莫伊斯卡女伯爵           | 祖母之母： 两西西里公主玛丽亚·卡罗琳娜    |
| 两西西里王子、卡斯特罗公爵卡洛 | 母亲： 尚塔尔·德·舍弗隆-维耶特                   | 外祖父： 维耶特伯爵约瑟夫-皮埃尔·德·舍弗隆 | 外祖父之父： 夏尔·阿尔贝·德·舍弗隆-维耶特 |
| 两西西里王子、卡斯特罗公爵卡洛 | 母亲： 尚塔尔·德·舍弗隆-维耶特                   | 外祖父： 维耶特伯爵约瑟夫-皮埃尔·德·舍弗隆 | 外祖父之母： 路易丝·弗洛门丹·德·圣-夏尔   |
| 两西西里王子、卡斯特罗公爵卡洛 | 母亲： 尚塔尔·德·舍弗隆-维耶特                   | 外祖母： 玛丽·德·柯尔贝-加内               | 外祖母之父： 柯尔贝-加内侯爵阿尔封斯      |
| 两西西里王子、卡斯特罗公爵卡洛 | 母亲： 尚塔尔·德·舍弗隆-维耶特                   | 外祖母： 玛丽·德·柯尔贝-加内               | 外祖母之母： 安·玛丽·布洛西埃·德·拉鲁利埃 |